# III. Neszubanebdzsed
III. Neszubanebdzsed vagy III. Szmendész ókori egyiptomi pap volt, Ámon thébai főpapja a XXII. dinasztia idején, I. Takelot uralkodása alatt.
Neve jelentése: „Banebdzsedhez tartozó”; a sorszám I. Neszubanebdzsedtől, a XXI. dinasztia alapítójától, valamint II. Neszubanebdzsed Ámon-főpaptól különbözteti meg. A Szmendész nevének a görögös változata.
Nem sok említése maradt fenn, főleg Karnakból ismert, ahol a Nílus vízszintjét feljegyző írások említik Ámon főpapjaként és Oszorkon király fiaként: a 17. számú szöveg (egy szándékosan nem említett király 8. évében), a 18. (egy nem említett király 13. vagy 14. évében) és a 19. (év elveszett, király nevét nem említik). Az egyértelmű említés hiánya ellenére majdnem teljesen biztos, hogy apja I. Oszorkon volt, így a főpap testvére volt az őt megelőző két főpapnak, Iuwlotnak és Sesonknak, valamint a főpapsága alatt hatalmon lévő fáraónak, I. Takelotnak. Tekintve, hogy az ő említéseit megelőző Nílus-szöveg, a 16. még Iuwlot főpapsága alatt készült, és egy olyan, nem említett uralkodó 5. évére datálták, aki csak I. Takelot lehetett, a Neszubanebdzsed főpapsága alatt készült feliratok is Takelot uralkodása alatt készülhettek.
Életéről és a főpapsága alatt történt eseményekről szinte semmit nem tudni. Mint láttuk, ő is folytatta elődje szokását és kihagyta I. Takelot említését a Nílus vízszintjét megörökítő szövegekből, talán azért, mert I. Oszorkon halála után Felső-Egyiptomban viták törtek ki a trónöröklés körül. Fennmaradt egy írnoki paletta (ma a Metropolitan Művészeti Múzeumban, 47.123a–g), melyen az „Ámon főpapja, Neszubanebdzsed” felirat szerepel, és nagyobb valószínűséggel az övé, mint II. Neszubanebdzsedé. Egy Neszubanebdzsed nevű Ámon-főpap térdeplő bronz szobra, amely ma a Musée royal de Mariemont-ban található (B242) vagy az övé, vagy névrokonáé, nem dönthető el teljes bizonyossággal.
Kenneth Kitchen szerint I. Takelot uralkodásának vége felé Neszubanebdzsedet a főpapi székben Harsziésze követte, fivérének, Sesonknak a fia, aki uralkodó lett Thébában. Karl Jansen-Winkeln azonban bebizonyította, hogy Harsziésze fáraó sosem volt főpap, így Neszubanebdzsed utóda talán Nimlot lehetett.
Lánya, Tanetamon Herisef énekesnője volt; talán Oszorkonhoz, Herisef hérakleopoliszi főpapjához ment hozzá. Sírja a hérakleopoliszi 4-es sír.

## Fordítás
- Ez a szócikk részben vagy egészben  a   Smendes III című angol Wikipédia-szócikk ezen változatának fordításán alapul.  Az eredeti cikk szerkesztőit annak laptörténete sorolja fel. Ez a jelzés csupán a megfogalmazás eredetét és a szerzői jogokat jelzi, nem szolgál a cikkben szereplő információk forrásmegjelöléseként.